# Pteroptrix bisetae
Pteroptrix bisetae är en stekelart som beskrevs av Gennaro Viggiani och Ren 1993. Pteroptrix bisetae ingår i släktet Pteroptrix och familjen växtlussteklar. Inga underarter finns listade i Catalogue of Life.